# Kostel svatého Jana Nepomuckého (Innsbruck)
Kostel svatého Jana Nepomuckého je barokní římskokatolický kostel v Innsbrucku, nacházející se na Bischof-Reinhold-Stecher-Platz.

## Historie

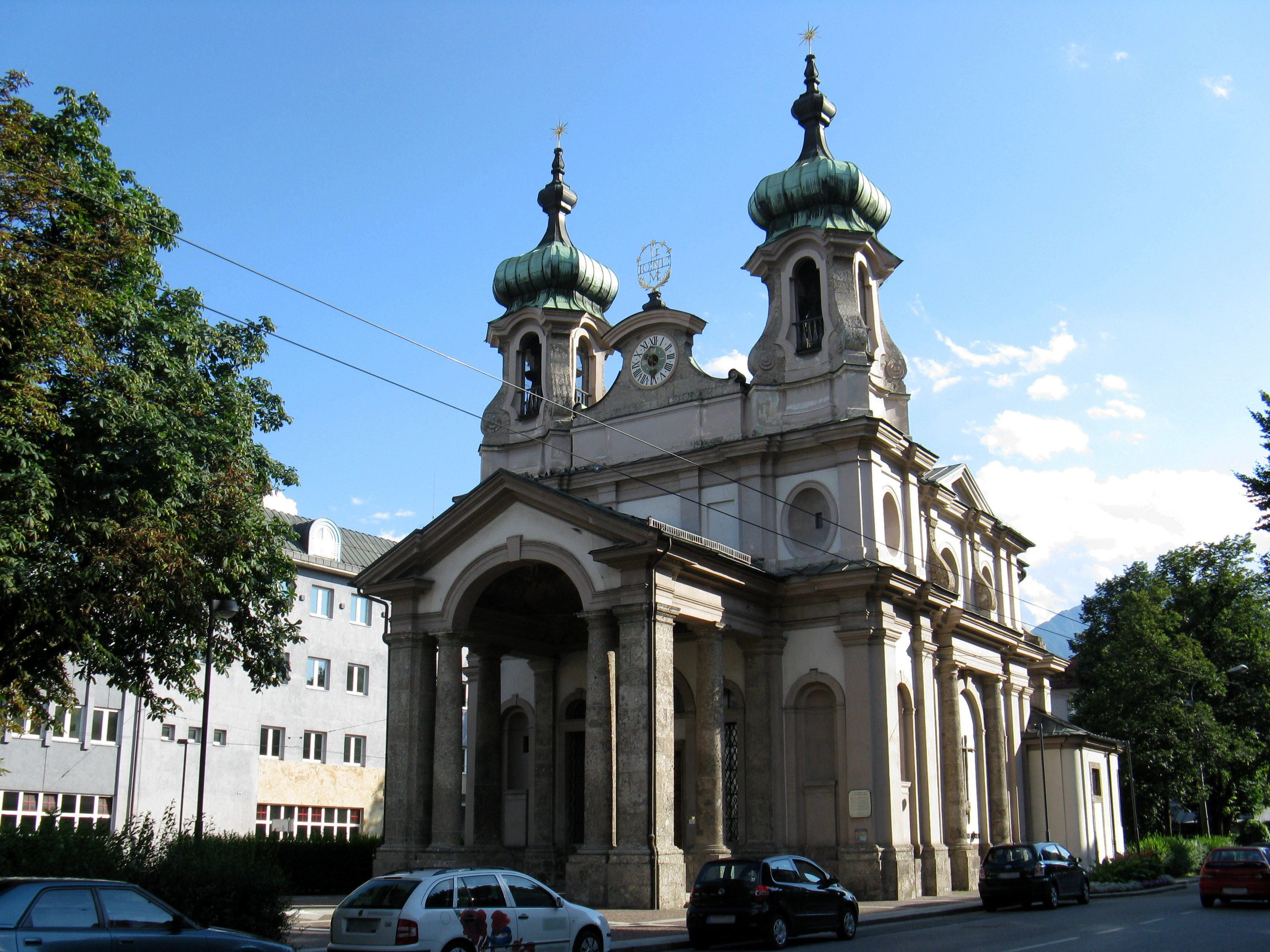
Kostel svatého Jana Nepomuckého v Innsbrucku

Byl postaven na popud Josefa Hyacintha Dörflingera na místě malé barokní kaple. Architektem byl Georg Anton Gumpp. Stavba probíhala v letech 1729 až 1732. Pravidelné bohoslužby zde začaly v roce 1748. Byli zde redemptoristé, dokud nebyla dokončena jejich vlastní budova kláštera na Maximilianstrasse. Jejich nástupci byli benediktini. Po druhé světové válce se stal nezávislou expoziturou. Od roku 1945 byl také kostelem maďarské komunity. Od roku 1993 je univerzitním kostelem.
Stavba je pozdně barokní. Fresky původně vytvořil dvorní malíř Franz Michl Hueber, ale v roce 1794 je přemaloval Josef Schöpf na popud barona Josepha von Hormayra.
Na jižní straně kostela je deska za v obou světových válkách padlé členy K.Ö.H.V. Leopoldina Innsbruck. Byla postavena v původní podobě na jaře roku 1926 pro padlé z první světové války a navržena architektem Fritzem Michaelem Müllerem. Nad pamětní deskou je erb Leopoldiny, nesený dvěma andílky. Po druhé světové válce byla deska rozšířena. Tabule a erb jsou vyrobeny z betonu.